# Georges Snyders
Georges Snyders (París, 28 de abril de 1917-París, 27 de septiembre de 2011) fue un filósofo e investigador francés en el campo de la educación.
Autor de numerosos trabajos en pedagogía, el hilo conductor de su obra puede resumirse en el título de su última publicación: He querido que aprender sea una alegría. Este compromiso acompañado a un pensamiento político lo llevó, desde la Liberación, a militar en el comunismo.

## Biografía
Nacido en París, hijo de un representante de comercio, Georges Snyders ingresó en la Escuela Normal Superior (ENS) en 1937. De sensibilidad de izquierdas pero sin compromiso, fue llamado a filas al empezar la guerra como oficial en formación de artillería. Tras la debacle militar ingresa en la Resistencia, fue arrestado en 1944 en Lyon e internado en la prisión militar de Montluc (Lyon), luego en el campo de internamiento de Drancy, para ser finalmente deportado a Auschwitz.

### Después de Auschwitz
La supervivencia, tan azarosa, a esa experiencia lo llevó como a muchos de sus contemporáneos a encerrarse en sus recuerdos y, a la vez, a entregarse al compromiso político, adhiriéndose al Partido Comunista Francés. Georges Snyders, sin embargo, no contribuyó, en tanto que «intelectual comunista», a la revista La Nouvelle Critique en la que participaron tantos de sus pares entre 1948 y 1980, centrándose en cambio en su actividad profesional. Tras retomar los estudios en 1946, se graduó en Filosofía, entrando como profesor en la Universidad de Nancy (después París V), dedicado ya a las ciencias de la educación.

### Pedagogo e investigador
Llegó a ser un referente en el campo de las Ciencias de la educación, dejando una huella que se evalúa mejor a través de sus propias declaraciones:
- «Mi» escuela tiene que buscar la alegría de los alumnos mientras están en ella. Es lo que yo llamo alegría cultural escolar.
- (Hay) «dos culturas». La cultura elaborada, la de los grandes descubrimientos científicos, la de las grandes obras artísticas y literarias. Y está lo que yo llamo una cultura primaria. La que las jóvenes adquieren a través de su vida cotidiana.
- Ahora bien, la escuela tradicional solo pone en valor la cultura elaborada y quiere pasar por alto la cultura primaria. Ciertos movimientos pedagógicos, por otra parte importantes, corren el riesgo de caer en el error inverso.
- Lo que me parece a mí que es el gran quehacer de la escuela, es ayudar a los jóvenes a cruzar el puente que separa una y otra culturas. Es la capacidad de la cultura de masas de transitar hacia la cultura elaborada.
- Es caminar hacia la alegría cultural escolar. Ahora bien, el prejuicio es que es normal que la alegría comience donde termina la escuela. La alegría en la escuela tiene que nacer de la cultura elaborada, que ilumina y enriquece la cultura primaria.
- La alegría escolar es el descubrimiento del rechazo a la fatalidad.

## Obras
- J'ai voulu qu'apprendre soit une joie, éditions Sylepse, 2008 ISBN 9782849501740.
- Pères d'hier, pères d'aujourd'hui (avec des textes de Boris Cyrulnick, Georges et Jean-Claude Snyders, François Dubet), Nathan, 2007
- Toujours à gauche, éditions Matrice, 2005.
- Deux pensées qui contribuent à me maintenir communiste : Bertold Brecht, Antonio Gramsci ; suivi d'un dialogue avec Jacques Ardoino, éditions Matrice, 2004.
- De la culture des chefs-d'œuvre et des hommes, à l'école, éditions Matrice, 2002
- L'école comme vie, la vie en tant qu' "école", éditions Matrice, 2001
- La musique comme joie à l'école, L'Harmattan, 1999.
- Marx au regard de Jaurès, éditions Matrice, 1998.
- Y a-t-il une vie après l'école ?, éditions ESF, 1996.
- Heureux à l'université, Nathan Pédagogie, 1994.
- Des élèves heureux..., éditions EAP, 1991 (réed. augmentée, L'Harmattan, 1999).
- L'école peut-elle enseigner les joies de la musique ?, éditions EAP, 1989
- La joie à l'école, PUF, 1986.
- Il n'est pas facile d'aimer ses enfants, PUF, 1980. (Réed. 1982)
- École, classe et lutte des classes, PUF, 1976.
- Où vont les pédagogies non-directives ?, PUF, 1973. (Réed. PUF, 1974, 1975, 1985)
- Pédagogie progressiste, PUF, 1971. (Réed. 1973, 1975)
- Le goût musical en France aux XVIIe et XVIIIe siècles, J. Vrin, 1968.
- La Pédagogie en France aux XVIIe et XVIIIe siècles, Thèse de doctorat, PUF, 1965.

## Condecoraciones
- Medalla de la Resistencia[6]
- Caballero de la Legion de honor
- Croix de guerre 1939-1945